# Tessa Prendergast

Tessa Prendergast, ảnh công khai, ca. 1953.

Tessa Prendergast (17 tháng 10 năm 1928 - 9 tháng 7 năm 2001), còn được gọi là Tessa Welborn, là một nữ diễn viên, nhà thiết kế thời trang, nữ doanh nhân và xã hội người Jamaica. Là một ngôi sao điện ảnh và sắc đẹp nổi tiếng trong thập niên 1950, bà được nhớ đến nhiều nhất hiện nay với tư cách là nhà thiết kế bộ bikini trắng phá cách cấm kỵ được mặc bởi Ursula Andress trong bộ phim năm 1962 Dr. No.

## Cuộc đời và sự nghiệp
Marie Therese Prendergast được sinh ra ở Kingston, Jamaica vào ngày 17 tháng 10 năm 1928. Cha của bà, Louis Prendergast, là một chủ đồn điền giàu có đã chết trong khi Tessa còn ở tuổi sơ sinh. Mẹ của bà sau đó kết hôn với Noel Nethersole, một nhà kinh tế học và nhà phê bình ngôi sao có giáo dục tại Oxford, cùng với Thủ tướng tương lai Norman Manley, đã thành lập Đảng Quốc gia Nhân dân. Cha dượng của bà từng là bộ trưởng tài chính của Jamaica từ năm 1955 đến 1959 và thành lập Ngân hàng Jamaica. Vài năm sau khi ông qua đời năm 1959, hình ảnh của ông xuất hiện trên tờ tiền 20 đô la Jamaica.
Prendergast được nuôi dưỡng ở Luân Đôn,  nước Anh. Mặc dù bà sẽ dành phần lớn cuộc sống của mình ở Anh, bà thường xuyên đến thăm Jamaica, và đôi khi sống và làm việc ở đó.
Với ngoại hình và vóc dáng tuyệt đẹp, Prendergast gây chú ý khi hát và nhảy tại hộp đêm Pigalle ở Luân Đôn. Bà bắt đầu tham gia một số phân đoạn trong các bộ phim của Anh, chủ yếu là các vai "kỳ lạ", chẳng hạn như thể hiện Dance of the Seven Veils trong bộ phim Song of Paris. Bà đã thu hút sự chú ý của Warner Brothers, nơi mà bà đã ký hợp đồng vào đầu những năm 1950. Bà xuất hiện trong vai một cô gái Polynesia trong His Majesty O'Keefe, với sự tham gia của Burt Lancaster, và sau đó trong một vai lớn hơn trong Manfish, một bộ phim phiêu lưu được quay ở Jamaica quê hương bà.
Tuy nhiên, bà được biết đến nhiều nhất nhờ những bức ảnh quyến rũ trên các tạp chí và "vụ bê bối" của mình, chẳng hạn như một sự kiện được công bố rộng rãi vào năm 1955 ở Rome, trong đó, Vua Farouk của Ai Cập và một hoàng tử Ý giấu tên được cho là đã xung đột để tranh giành tình cảm. Mặc dù được biết đến với tính khí nóng nảy và mối liên hệ với hoàng gia châu Âu, những câu chuyện này gần như chắc chắn đã được phóng đại. Năm 1953, bà kết hôn với nhà quay phim người Mỹ Scotty Welbourne, người mà bà có một đứa con.
Vào cuối những năm 1950, bà rời khỏi diễn xuất để bắt đầu kinh doanh thiết kế quần áo với Liz de Lisser ở Vịnh Montego, Jamaica. Mặc dù đã ly dị vào năm 1958, bà đã sử dụng cái tên 'Welborn'.
Năm 1962, các nhà sản xuất của bộ phim James Bond, Dr. No (được quay ở Jamaica) đã yêu cầu Welborn cung cấp tủ quần áo cho nữ diễn viên Ursula Andress. Hợp tác với Andress, bà đã tạo ra bộ bikini hipster màu ngà, táo bạo, đã bắt đầu một xu hướng mới trong đồ bơi của phụ nữ, biến Andress trở thành một ngôi sao lớn và trở thành một biểu tượng điện ảnh đến tận sau này. Andress nói: Bộ bikini này khiến tôi thành công. Kết quả của việc đóng vai chính trong Dr. No là cô gái Bond đầu tiên, tôi được tự do đảm nhận các vai diễn sau này tương lai và trở nên độc lập về tài chính." 
Prendergast cuối cùng kết hôn với William Davies và trở về Luân Đôn, vào giữa những năm 1970, bà tiếp quản Little House Club, một câu lạc bộ rượu của một thành viên tư nhân được thành lập năm 1928 tại Shepherd Market, Mayfair. Bà tiếp tục điều hành câu lạc bộ, và Hiệp hội thị trường chăn cừu, một tổ chức từ thiện, cho đến khi bà qua đời tại Luân Đôn, vào ngày 9 tháng 7 năm 2001.
Cùng năm đó, bộ đồ bơi mà bà thiết kế với Andress đã được bán tại Christie cho Robert Earl, chủ sở hữu của chuỗi nhà hàng Planet Hollywood, với giá 41,125 bảng Anh.

## Danh sách phim ảnh
| Năm  | Tên                 | Vai diễn           | Notes                   |
| ---- | ------------------- | ------------------ | ----------------------- |
| 1952 | Song of Paris       | Seven Veils dancer | a/k/a Bachelor in Paris |
| 1954 | His Majesty O'Keefe | Kakofel            |                         |
| 1956 | Helen of Troy       | Role               | Uncredited              |
| 1956 | Manfish             | Alita              | (final film role)       |